# پورتوپرنسس
پورتو پرنسس (به فیلیپینی: Lungsod ng Puerto Princesa) شهری است در کشور فیلیپین. این شهر در جنوب غربی این کشور قرار گرفته و مرکز استان پالاوان است. جمعیت آن ۲۲۲٬۶۷۳ نفر است. به لحاظ گستره محدوده شهری، پورتوپرنسس پس از داوائو دومین شهر بزرگ فیلیپین می‌باشد.
پارک ملی پورتوپرنسس از میراث طبیعی جهانی یونسکو در نزدیکی این شهر قرار دارد.